# Vittoria vasútállomás
Vittoria vasútállomás Olaszországban, Szicília régióban, Ragusa megyében, Vittoria településen található. Forgalma alapján az olasz vasútállomás-kategóriák közül az ezüst kategóriába tartozik.

## Vasútvonalak
Az állomást az alábbi vasútvonalak érintik:
- Caltanissetta Xirbi-Gela-Siracusa-vasútvonal